# 钩伊蛛
钩伊蛛（学名：Icius hamatus）为跳蛛科伊蛛属的动物。分布于欧洲以及中国大陆的西藏等地，一般栖息于林间草丛。该物种的模式产地在欧洲。